# Jouhet
Jouhet é uma comuna francesa na região administrativa da Nova Aquitânia, no departamento de Vienne. Estende-se por uma área de 25,53 km². Em 2010 a comuna tinha 534 habitantes (densidade: 20,9 hab./km²).